# Billbergia rosea
Espèce
Classification phylogénétique
Billbergia rosea est une espèce de plantes à fleurs de la famille des Bromeliaceae qui se rencontre à Trinité-et-Tobago et au Venezuela.

## Synonymes
- Billbergia granulosa Brongn.[1] ;
- Billbergia venezuelana Mez[1].

## Distribution
L'espèce se rencontre à Trinité-et-Tobago et au Venezuela. Sa présence est incertaine au Suriname.

## Description
L'espèce est épiphyte.